# Йду своїм курсом
«Йду своїм курсом» (рос. «Следую своим курсом») — український радянський чорно-білий художній фільм, знятий режисером Вадимом Лисенком у 1974 році на Одеській кіностудії.
Фільм вийшов в прокат в УРСР у 1974 році з українським дубляжем від Одеської кіностудії. Станом на 2020 український дубляж фільму досі не знайдено та не відновлено.

## Сюжет
Друга світова війна, літо 1942 року. Кораблі Чорноморського флоту вже не раз проривалися до міста, доставляючи з Новоросійська боєприпаси і зброю у блокований з суші Севастополь. Екіпажі двох радянських есмінців знову спрямовуються на допомогу жителям заблокованого Севастополя. Під час походу від вогня ворожої авіації гине есмінець «Зухвалий», а «Стрімкий» таки прориваються в порт …

## Актори і ролі
- Улдіс Лієлдіджс — Сергій Михайлович Єльцов, капітан есмінця «Стрімкий» (озвучив Борис Зайденберг).
- Сергій Мартинов — Андрій Пересвєтов, комісар есмінця «Стрімкий».
- Ігор Комаров — Євген Миколайович Чекригін, письменник.
- Юрій Орлов — Олексій Гонтарєв, капітан есмінця «Зухвалий».
- Валентина Єгоренкова — Людмила, дружина Гонтарєва, військлікар.
- Катерина Крупенникова — Марія Бондаренко, військлікар.
- Олег Корчиков — майор-піхотинець.
- Елгуджа Бурдулі — Аракелов, матрос-механік.
- Володимир Марченко — Щукін.
- Валентин Костюченков — Лебедєв.
- Микола Алексєєв — Чижевський.
- Юрій Мисенков — Павло, зенітник з Севастополя.
- Віктор Маляревич — морський піхотинець.
- Олександр Кайдановський — Михайло, кореспондент.
- Герман Юшко — Бондаренко, комендант Новоросійського порту.
- Степан Крилов — батько Семена, піхотинець.
- Світлана Кіндратова — наречена Сашка, дівчина з Новоросійська.
- Олександр Мілютін — Сашко, матрос з есмінця «Стрімкий».
- Олександр Бондаренко — епізод.